# David Waller
David Arthur Waller (Londres, 10 de junho de 1961) é um clérigo inglês. Ele foi padre da Igreja da Inglaterra antes de se converter ao catolicismo em 2011. Desde 2024, é o ordinário do Ordinariato Pessoal Nossa Senhora de Walsingham. Como é celibatário, ele era elegível para ser consagrado como bispo católico, ao contrário de seu antecessor como ordinário.

## Infância e educação
Waller nasceu em Londres e foi educado na Escola Secundária St David e St Katharine Church of England em Hornsey, Londres, e no College of Ripon e York St John. Tendo sido um agente comunitário em Bradford (1983-1989), ele então treinou para o ministério anglicano no Chichester Theological College.

## Igreja da Inglaterra
Waller foi ordenado diácono da Igreja da Inglaterra em 1991 e padre em 1992 pelo Bispo Eric Kemp. Ele serviu na Diocese de Chichester como cura de Aldwick (1991–1995) e depois como vigário de Crawley (1995–2000); durante esse período, também foi membro do Sínodo Diocesano e capelão hospitalar em meio período. Ele então serviu como vigário da Paróquia de St Saviour, Walthamstow, de 2000 até deixar a Igreja da Inglaterra.
Além do seu ministério paroquial, de 2005 a 2010, Rev. Waller serviu como membro do Sínodo Geral da Igreja da Inglaterra.

## Igreja Católica Romana
Em 24 de abril de 2011, Waller se converteu oficialmente do anglicanismo à Igreja Católica Romana. Ele foi ordenado diácono católico em 14 de maio e padre em 11 de junho de 2011, ambas por Thomas McMahon, bispo de Brentwood.
Foi nomeado pároco da Missão do Ordinariato de Walthamstow e também ocupou dois cargos paroquiais diocesanos: administrador paroquial da igreja de São João Batista, Ilford, de 2011 a 2015, e pároco de Cristo Rei, Chingford, de 2015 a 2024. Atuou como Presidente do Conselho Administrativo do Ordinariato desde sua criação e em 2020, Waller foi nomeado vigário-geral do Ordinariato Pessoal Nossa Senhora de Walsingham por seu ordinário, Keith Newton.

### Ministério episcopal
Em 29 de abril de 2024, foi anunciado que o Papa Francisco havia nomeado Waller como o próximo ordinário de Nossa Senhora de Walsingham. Ele é celibatário e, portanto, foi consagrado como o primeiro bispo ordinário de Nossa Senhora de Walsingham; seu antecessor Newton era casado e, portanto, inelegível para o episcopado. Ele também é o primeiro bispo de qualquer um dos três ordinariatos pessoais que serviu como padre do ordinariato em vez de ser uma nomeação externa.
Sua consagração episcopal ocorreu em 22 de junho de 2024, na Catedral de Westminster, pelo cardeal Víctor Manuel Fernández, Prefeito do Dicastério para a Doutrina da Fé; o cardeal Vincent Gerard Nichols, Arcebispo de Westminster, e o bispo Steven J. Lopes, Ordinário da Cátedra de São Pedro, foram os co-consagradores principais. No dia seguinte, 23 de junho, ele tomou posse canônica do Ordinariato e foi instalado como seu bispo ordinário na Igreja de Nossa Senhora da Assunção e São Gregório, Westminster.